# Амстердам Рутс фестивал
Амстердам Рутс фестивал (енгл. Amsterdam Roots Festival, у преводу Корени Амстердама) је годишњи фестивал у Амстердаму на коме гостују музичари из целог света, као и са позориштима, циркусом, и плесним извођењима. Амстердам Рутс фестивал се фокусира на уметнике који су инспирисани својим културним коренима. .
Наступи и активности се одвијају на различитим и променљивим локацијама, укључујући Бимхаус, Музикхебау ан тен Ај, Парадизо, Мелквег, Пакхаус де Цвајгер и Краљевски Концертгебау. Врхунац фестивала је бесплатан Рутс опен ер у Остерпарку. Амстердам Рутс фестивал привлачи око 20000 посетилаца годишње.
Године 1983. одржано је прво издање у Мелквегу, под називом Африка рутс фестивал. Године 1987. назив је промењен у Ворлд рутс фестивал, а од 1998. године фестивал се зове Амстердам рутс фестивал.
Првобитно, фестивал је био фокусиран на светску музику. Од 2017. године развио се у мултидисциплинарни фестивал.

## Досадашњи извођачи
На фестивалу су наступили следећи уметници:
- Клезматикс (Сједињене Америчке Државе) (2018)
- Алтин Гун (Холандија/Турска) (2017)
- Нахава Доумбија (Мали) 2017.
- Блек Ухуру (Јамајка) (2015)
- Парадајз Бангкок Молам међународни бенд (Тајланд) (2015)
- Мајра Андраде (Зеленортска Острва) (2014)
- Емел Матлути (Тунис) (2013)
- Рокија Траоре (Мали) (2013)
- Ана Мура (Португалија) (2012)
- Тајфун (Холандија) (2012)
- Фатоумата Диавара (Мали) (2010)
- Лура (Португалија) 2010
- Суад Маси (Алжир/Француска) (2009, 2006)
- Оумоу Сангаре (Мали) (2008)
- Ана Мура (Португалија) (2008)
- Гилберто Гил е Групо (Бразил) (2006)
- Халед (Алжир) (2005)
- Џипси Кингс (Француска) (2005)
- Џуси Н'Дур (Сенегал) (1986, 1997, 2001)
- Скаталити (Јамајка) (2001)
- Кристина Бранко (Португалија) (2001)
- Мостар Севдах Рејунион (Босна) (2000)
- Рави Шанкар (Индија) (2000)
- Дулс Понтес (Португалија) (1998)
- Хун-Хур-Ту (Тува) (1996)
- Каперкејл (Шкотска) (1996)
- Салиф Кејта (Мали) (1995)
- Тото ла Момпосина (Колумбија) (1995)
- Баба Мал (Сенегал) (1993, 1996)
- Вартина (Финска) (1993)
- Зап Мама (Заир, Белгија) (1992, 1999)
- Али Фарка Туре (Мали) (1988)
- Марта Себестијен (Мађарска) (1988)